# Puente Internacional
Puente Internacional es un caserío peruano ubicado en el distrito de Suyo, perteneciente a la provincia de Ayabaca del departamento de Piura, al norte del Perú. 

## Ubicación
Puente Internacional se ubica al noroeste de la provincia de Ayabaca, en el distrito de Suyo, en el departamento de Piura. Se ubica muy cerca a la frontera ecuatoriana-peruana. El caserío está conectado con la ciudad ecuatoriana de Macará a través del Puente Internacional Macará.

## Demografía
En 2017 Puente Internacional tenía una población de 403 habitantes.
| Gráfica de evolución demográfica de Puente Internacional entre 1993 y 2017 |
|                                                                            |
| Fuentes: Población 1993 y 2017                                             |